# Geschiedenis van Uruguay

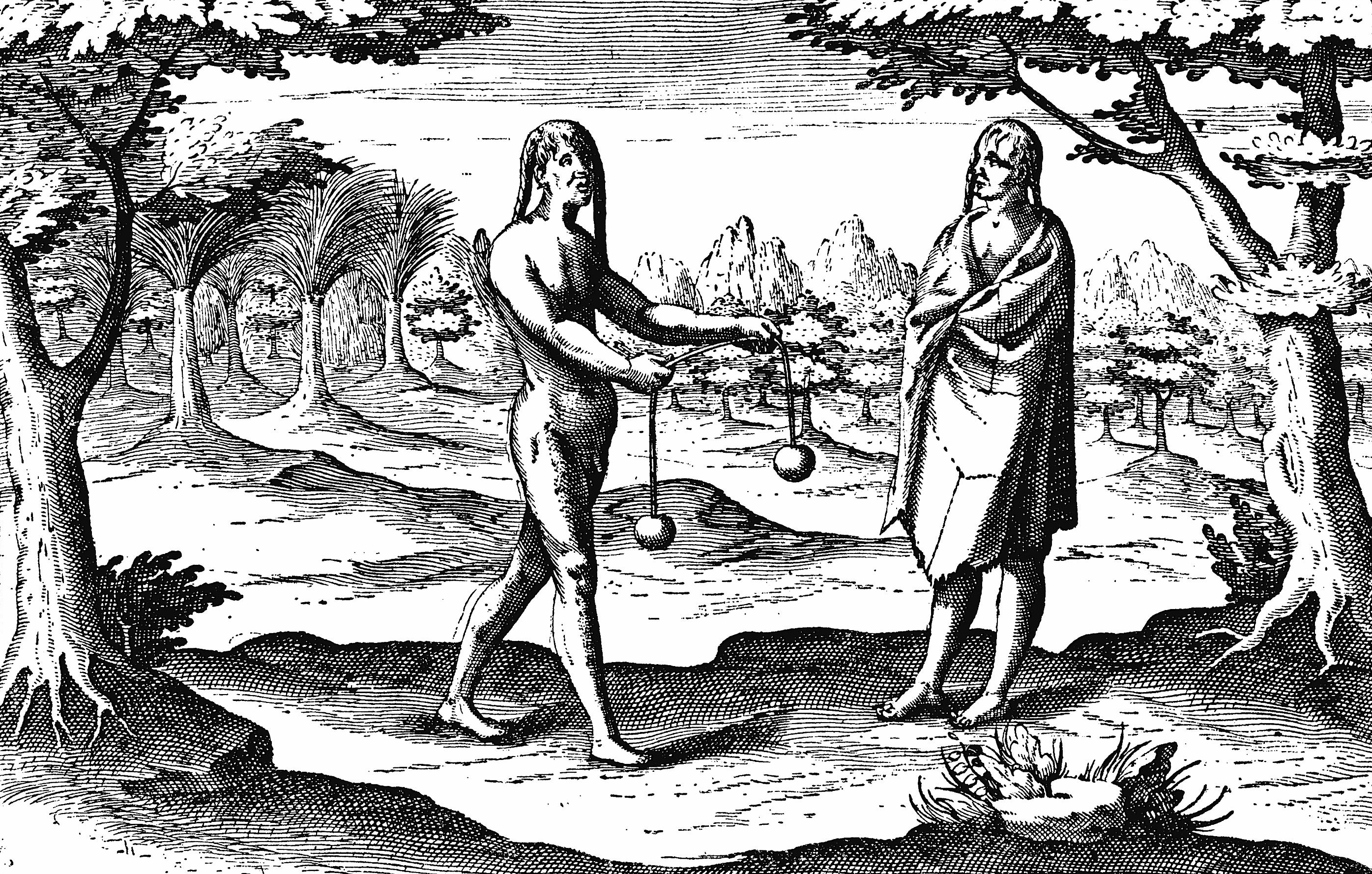
Charrúa aan de Río de la Plata

De geschiedenis van Uruguay omvat de periode vanaf de eerste mensen in Amerika tot de huidige republiek Uruguay.

## Precolumbiaanse periode
De oorspronkelijke bewoners van Uruguay behoorden tot de stam der Charrúa, die van de jacht en de visvangst leefde. Tegenwoordig zijn afstammelingen van hen te vinden in het grensgebied met Brazilië. 

## Koloniale periode
Na de Spaanse kolonisatie behoorde Uruguay vanaf begin 16e eeuw tot het Spaanse onderkoninkrijk van de Río de la Plata.

## Onafhankelijkheid
Zoals in heel Spaans Amerika ontstond onrust vanaf 1810, toen het moederland was bezet door de Fransen. Uruguay maakte van 1816 tot 1828 deel uit van de Verenigde Provincies van de Río de la Plata. Op 25 augustus 1825 werd de onafhankelijkheid uitgeroepen, maar pas in 1828 was Uruguay daadwerkelijk vrij.

### Burgeroorlog
Tussen 1839 en 1851 werd het land gestort in een reeks burgeroorlogen tussen de liberalen en de conservatieven, die in Uruguay de Colorados en de Blancos heten. 

### Oorlog van de Drievoudige Alliantie
De Blancos raakten in 1864 in oorlog met Brazilië. De Paraguayaanse dictator Solano López kwam zijn bondgenoten niet onmiddellijk ten hulp. Pas een maand na de Braziliaanse inval in Uruguay verklaarde Paraguay de oorlog aan het keizerrijk en drie maanden later ook aan Argentinië. Uruguay werd ondertussen geleid door Venancio Flores van de Coloradopartij, en deze bracht zijn land in een alliantie met Argentinië en Brazilië.
In 1870 maakte het leger een einde aan de burgeroorlog, maar in 1903 brak deze opnieuw uit. De gekozen president José Batlle y Ordóñez wist de vrede te herstellen. Vanaf toen groeide een democratie die voorbeeldig was voor het continent in die zin, dat er daadwerkelijk een sociaal systeem werd opgebouwd om de kloof tussen arm en rijk te verkleinen. Deze politiek, meestal "Batllismo" genoemd, maakte van het landje het "Zwitserland van Latijns-Amerika".

### Staatsgreep
Begin jaren-'70 was het onrustig in Uruguay. Tijdens een rechtse regeerperiode opereerde de Tupamaros, een stadsguerillagroep bestaande uit jongeren, in de hoofdstad Montevideo. In 1973 pleegde het leger een staatsgreep en vormde een militaire dictatuur. Onder de noodtoestand ontbond de gekozen president Bordaberry het parlement om per decreet te regeren. Honderden tegenstanders van het regime verdwenen in gevangenissen en vluchtelingen uit Argentinië en Chili werden aan die landen uitgeleverd (Operatie Condor). 
Vanaf 1981 kwam onder het presidentschap van legerleider Gregorio Álvarez Armelino een voorzichtige democratisering op gang. In 1985 zou de militaire regering onder druk uiteindelijk de macht uit handen geven aan een burgerregering.
Geschiedenis van: Argentinië · Aruba · Bolivia · Brazilië · Chili · Colombia · Ecuador · Frans-Guyana · Guyana · Panama · Paraguay · Peru · Suriname · Uruguay · Venezuela
- Library of Congress Control Number: sh85141489
- Nationale Bibliotheek van Israël: 987007529755905171